# ديفون مالكوم
ديفون مالكوم (22 فبراير 1963 في جامايكا - ) (بالإنجليزية: Devon Malcolm)‏ هو لاعب كريكت بريطاني. شارك مع منتخب إنجلترا للكريكت. أما مع النوادي، فقد لعب مع نادي مقاطعة ديربيشاير للكريكت ‏ ونادي مقاطعة ليسترشاير للكريكت ‏ ونادي مقاطعة نورثامبتونشير للكريكت ‏.

## وصلات خارجية
- ديفون مالكوم على موقع إي آس بي آن كريك إنفو (الإنجليزية)